# Чеський рай
50°31′11″ пн. ш. 15°10′14″ сх. д. / 50.519722° пн. ш. 15.170556° сх. д.
Чеський рай (нім. Böhmisches Paradies) — назва території в центральному Озерному краї, яка відома високою концентрацією природних і історичних пам'яток. Географічно регіон визначається межами Млада-Болеславом, Мніхово-Градиште, Годковіце-над-Могелькоу, Копанінським пагорбом, Железни Брод, Семілими, Новою Пакою, Їчином, Копідлно, Соботкою та Дольни Боусовим . 
Назва «Чеський рай» (Богемський рай) спочатку стосувалась району міста Літомержиці (сьогодні називається Чеський сад), населеного німецькомовним населенням. Сучасне значення було сформовано в другій половині 19 століття. Його авторами часто називають відвідувачів курорту, які відвідували курорт Седмігорки, але перше задокументоване використання походить від редактора Вацлава Дуриха в 1886 році . 

## Опис
Територія, розташована приблизно в 90 км на північний схід від Праги, межує з містами: Соботка, Мніхово Градіштє, Сихров, Фрідштейн, Железни Брод, Семіли, Ломніце над Попелкоу, Желєзниці та Їчин. Місто Турнов традиційно вважається «серцем богемного раю». Головними домінантами регіону є гора Козаков та руїни фортеці Троски. Територія Чеського раю характеризується пісковиками, які утворилися тут у мезозойську еру на краях колишнього моря. Також важливими є скельні місця, особливо Праховські скелі, Пршігразькі скелі, регіон Грубоскальсько та ставки, напр. Жабакор, Комаровський, ставки в Підтросецькій і Підкосецькій долинах. До відомих особливостей скельних місць належать печери, псевдопровалля, скельні ворота та скельні вікна.

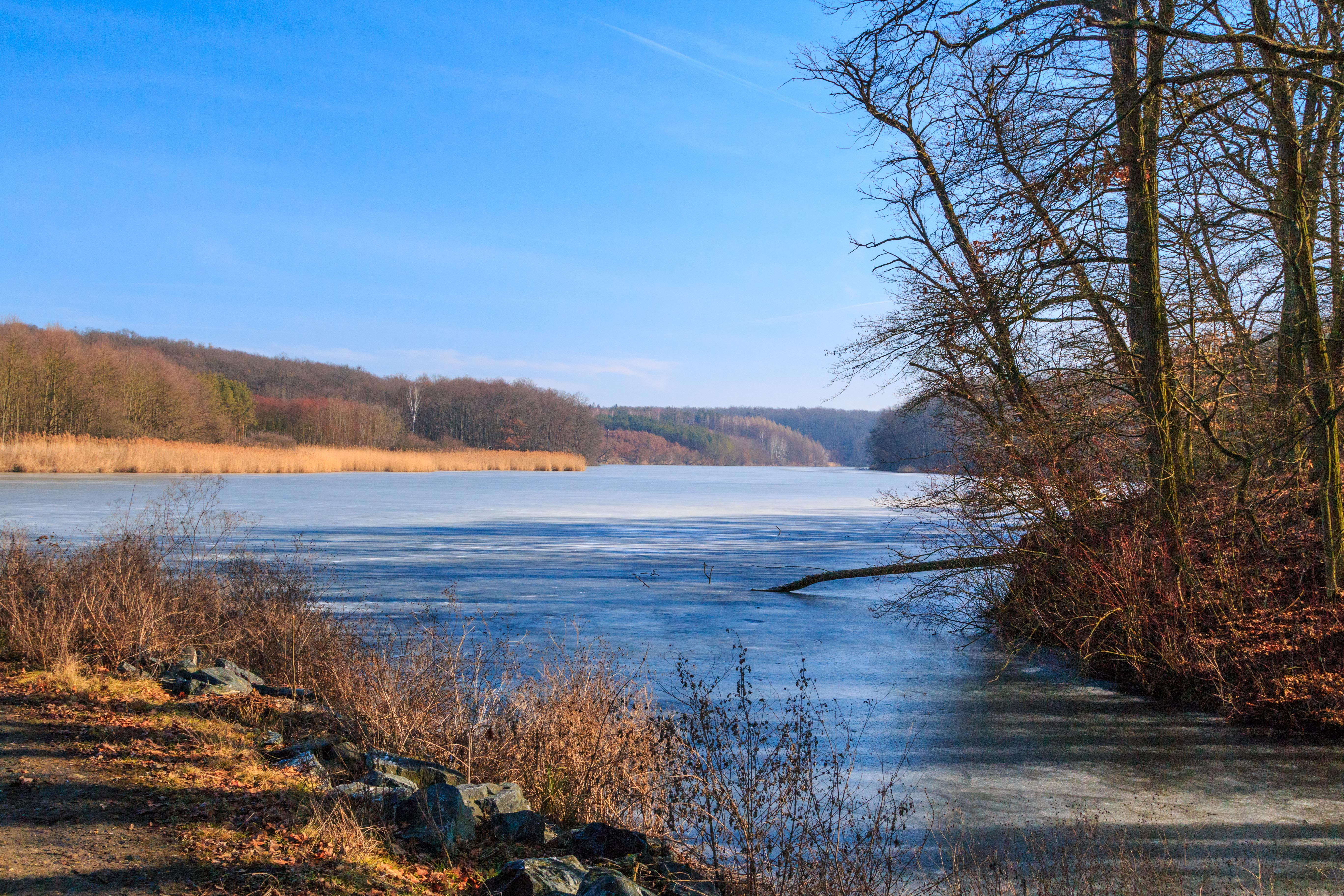
Комаровський став
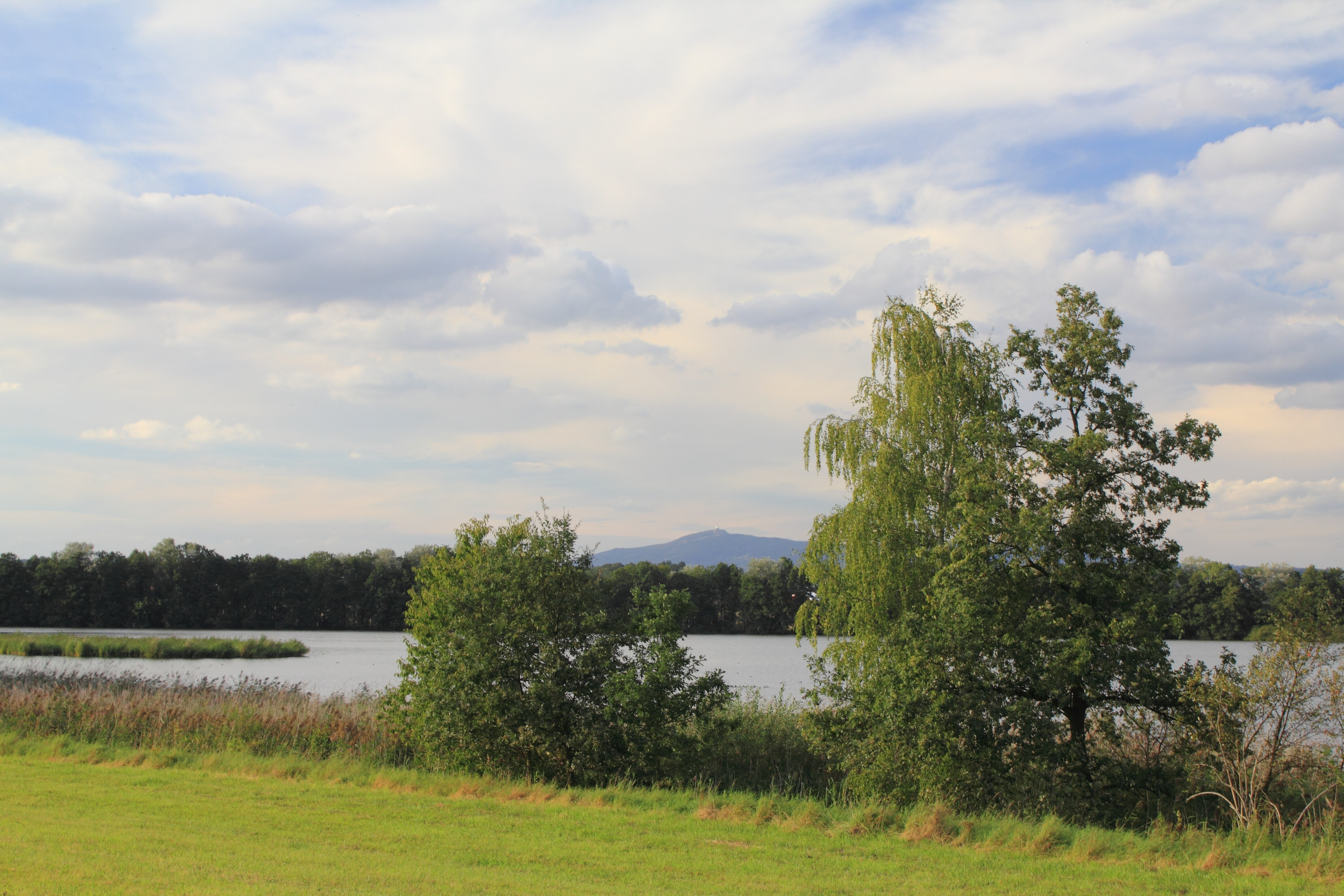
став Жабакор
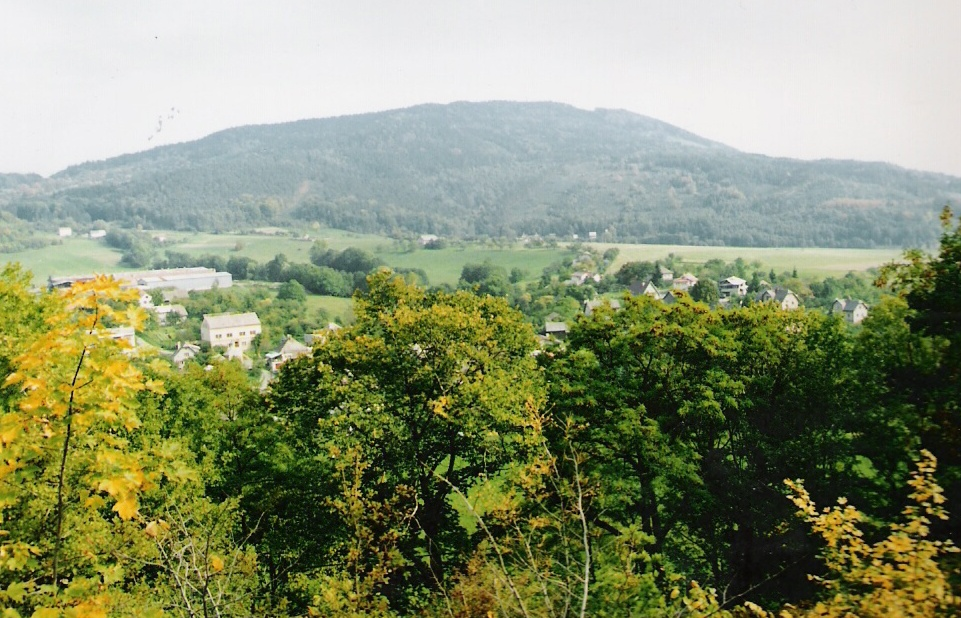
Козаков (гора)

## Регіональний ландшафтний парк

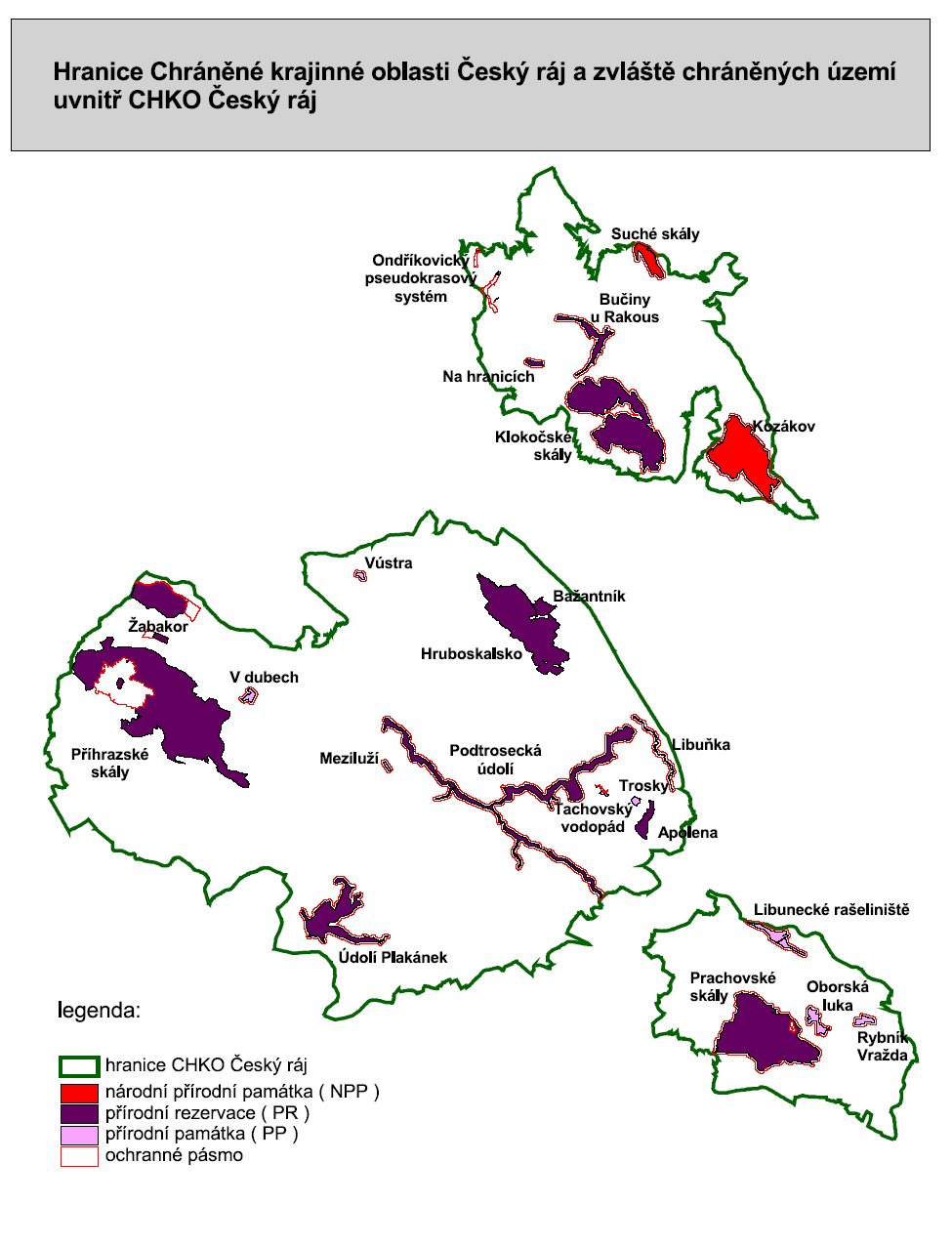
Мапа заповідної ландшафтної зони Чеський рай

Назву Чеський рай також має регіональний ландшафтний парк, який існує з 1955 року. У 2002 році площа парку була розширена з 92км2 до 181км2  . Охоронювана ландшафтна територія Чеський рай є найстарішою великою заповідною територією в Чехії. У 2005 році Чеський рай був включений до Європейської мережі геопарків ЮНЕСКО .  Парк розташований на території трьох областей і чотирьох округів – краю Градец Кралове (район Їчін), краю Ліберець (райони Семілі та Яблонець-над-Нісою) і Центральночеського краю (район Млада-Болеслав). Штаб-квартира ландшафтного парку знаходиться в Турнові . На території Чеського раю знаходяться 2 національні природні пам’ятки, 11 природних заповідників і 11 природних пам’яток .

## Структура
Чеський рай прийнято ділити на кілька зон:
- На північний схід від Турнова
  - Малоскальсько
  - Скелі Клокоч
  - район навколо Козакова
- Південний захід на південний схід від Турнова
  - Пржигразькі скелі
  - Грубоскальсько
  - район навколо Троски
  - Праховські скелі

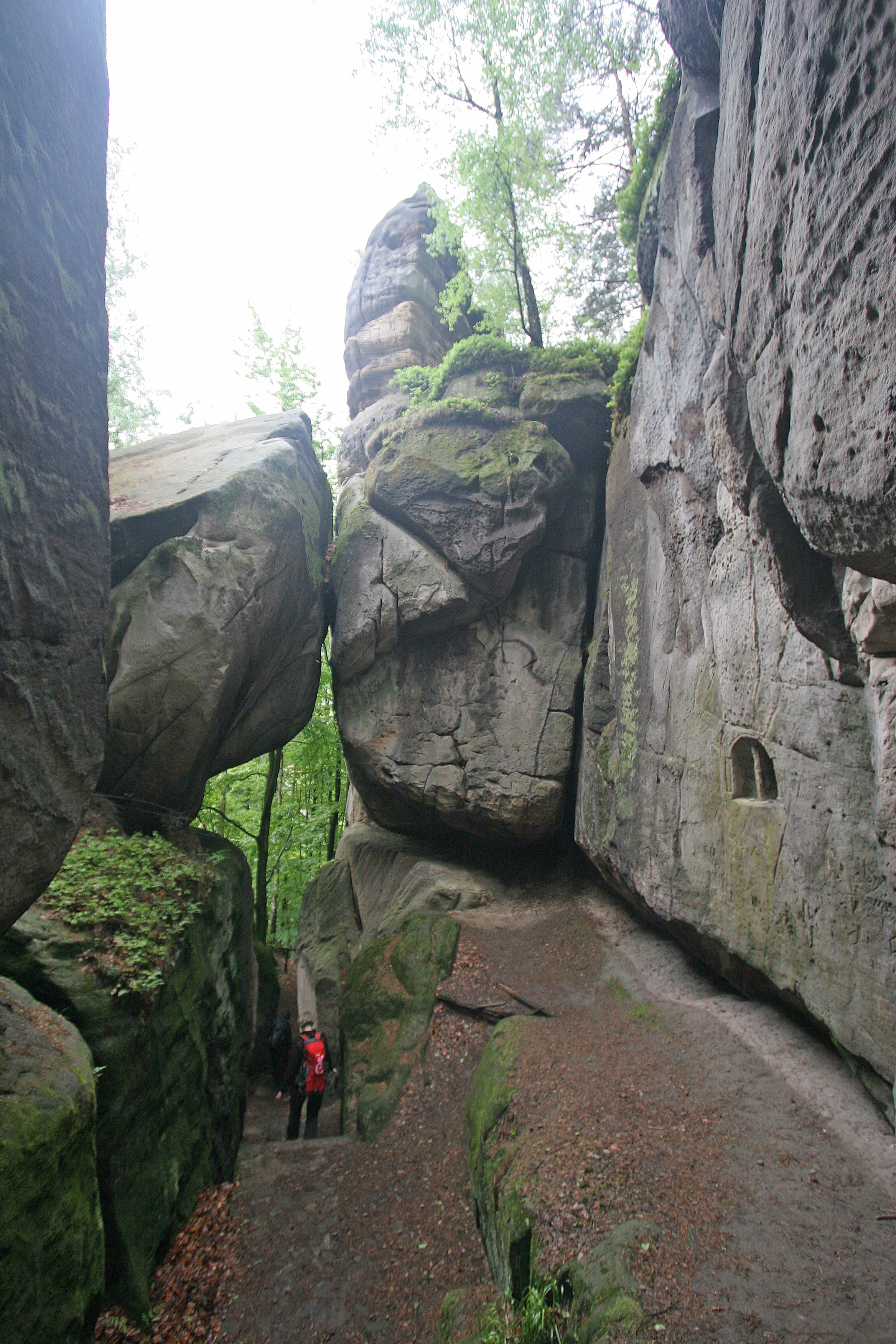
Скелі Клокоч
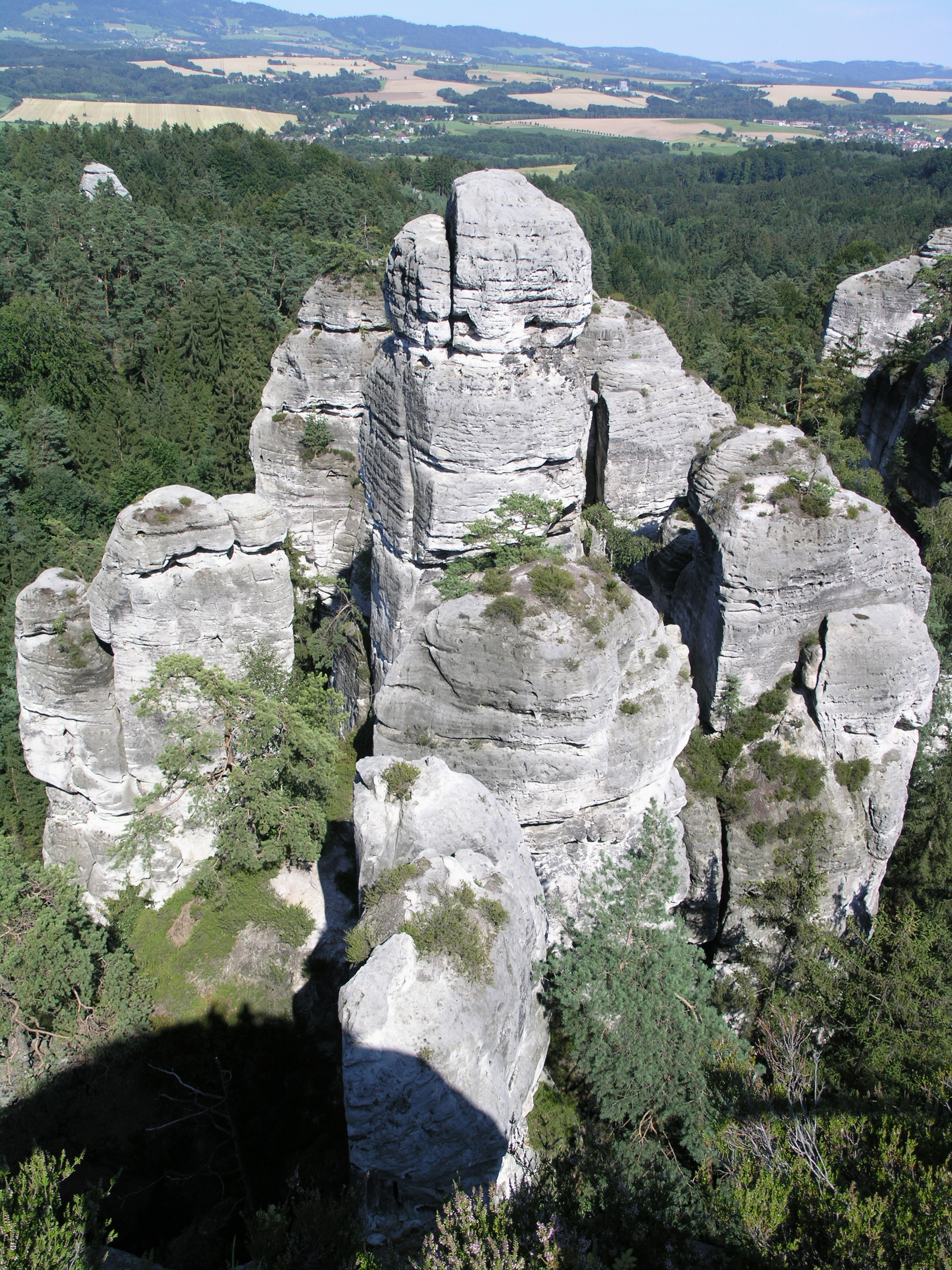
Грубоскальсько
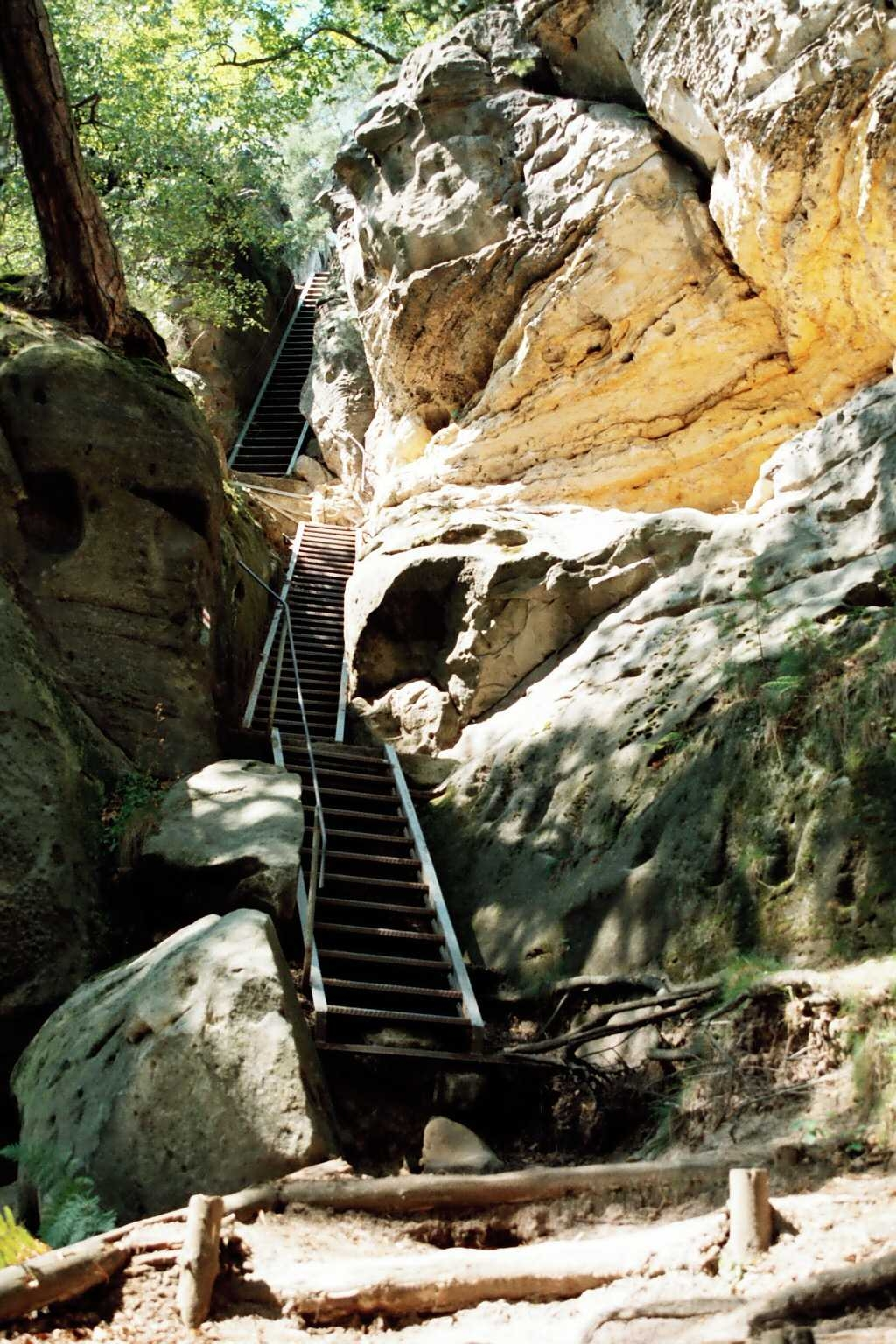
Пржигразькі скелі
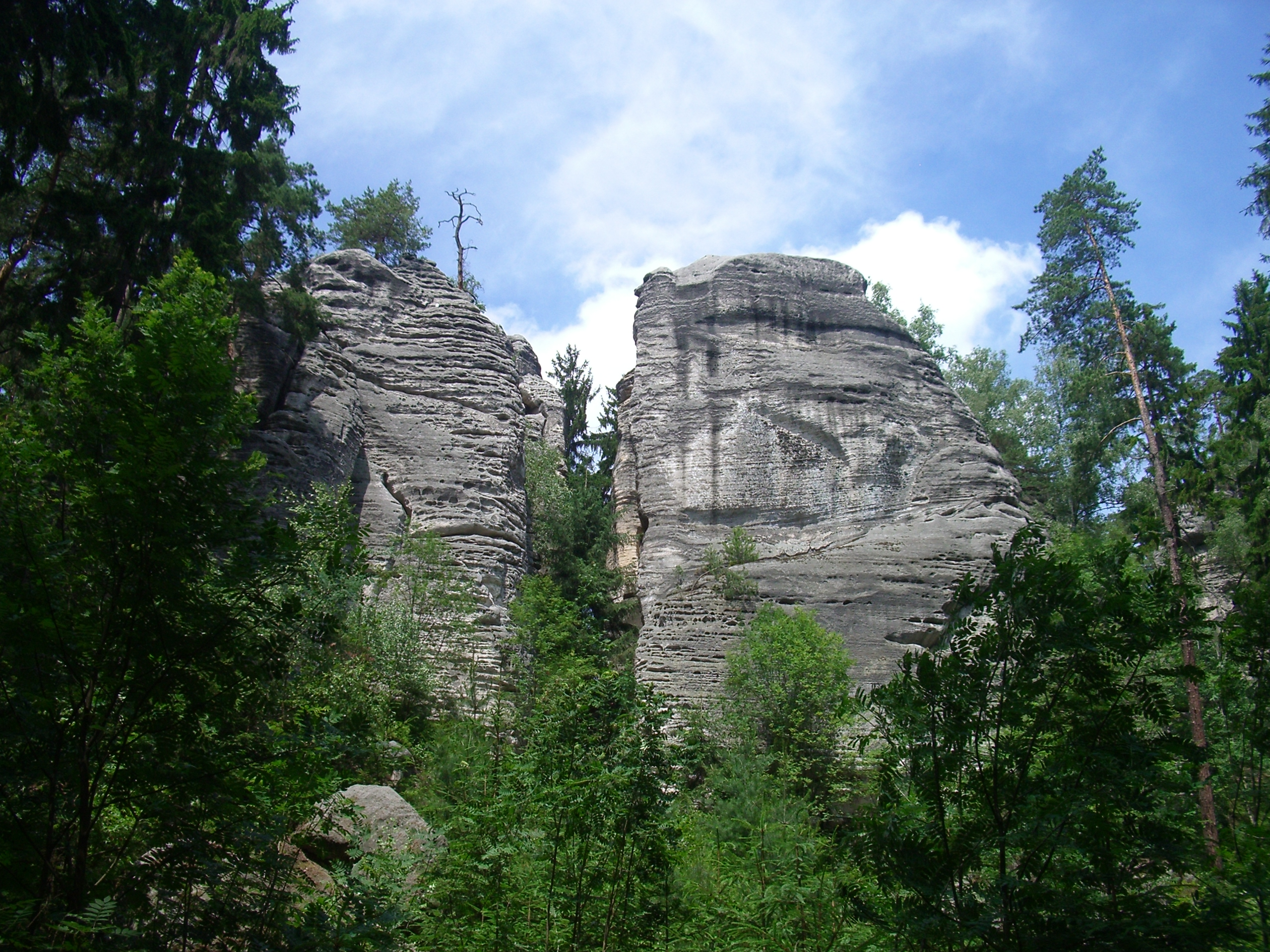
Праховські скелі

## Пам'ятники
- Фортеця Кость
- Фортеця Троски
- Замок Сихров
- Фортеця Вальдштейн
- Фортеця і замок Старі гради
- Замок Гумпрехта
- Лоджія Валленштейна Їчин
- Драбські кімнати
- Руїни фортеці Ротштейн
- Руїни фортеці Валечов
- Руїни фортеці Фрідштейн
- Їчінська вежа

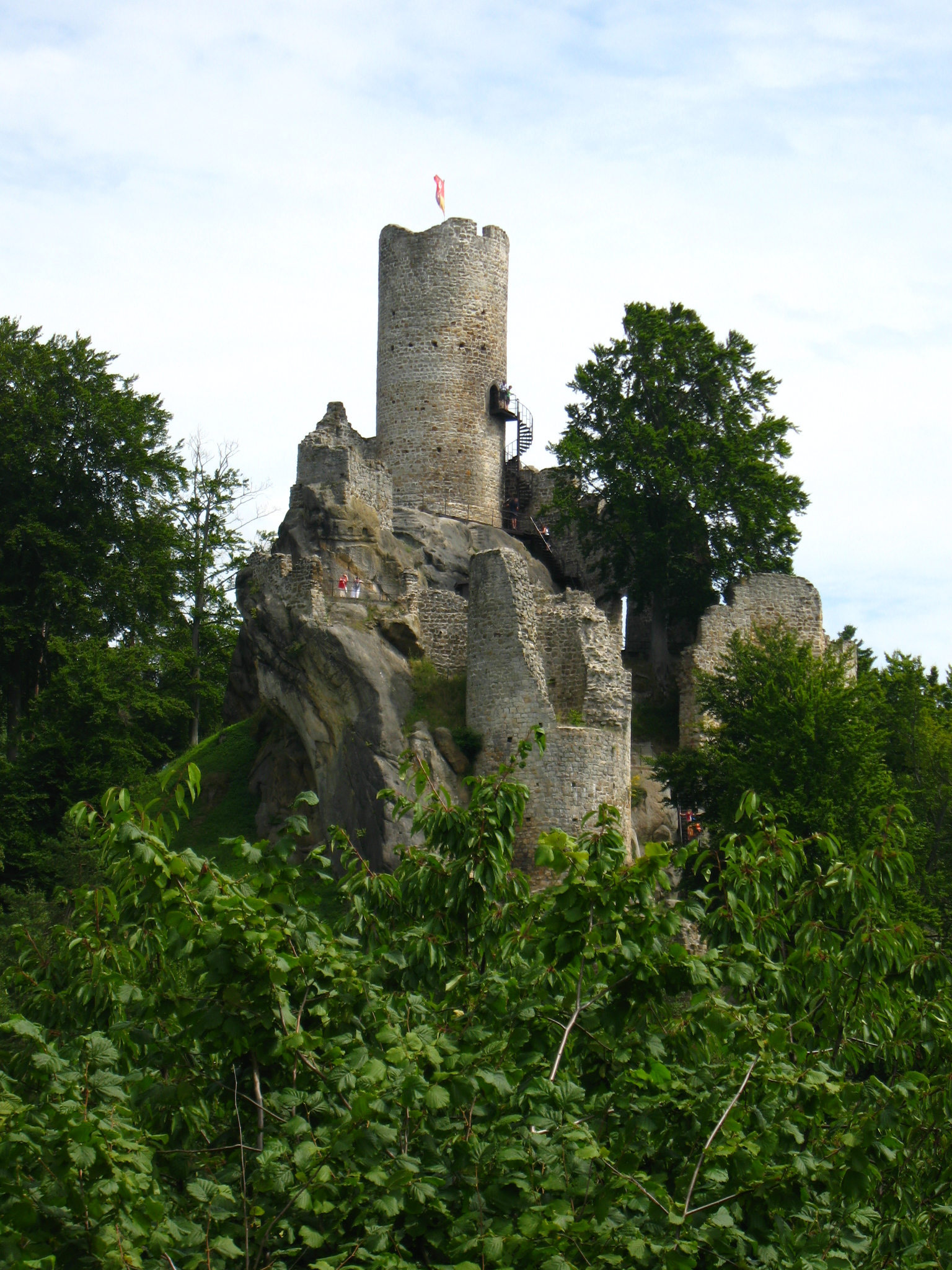
Фортеця Фрідштейн
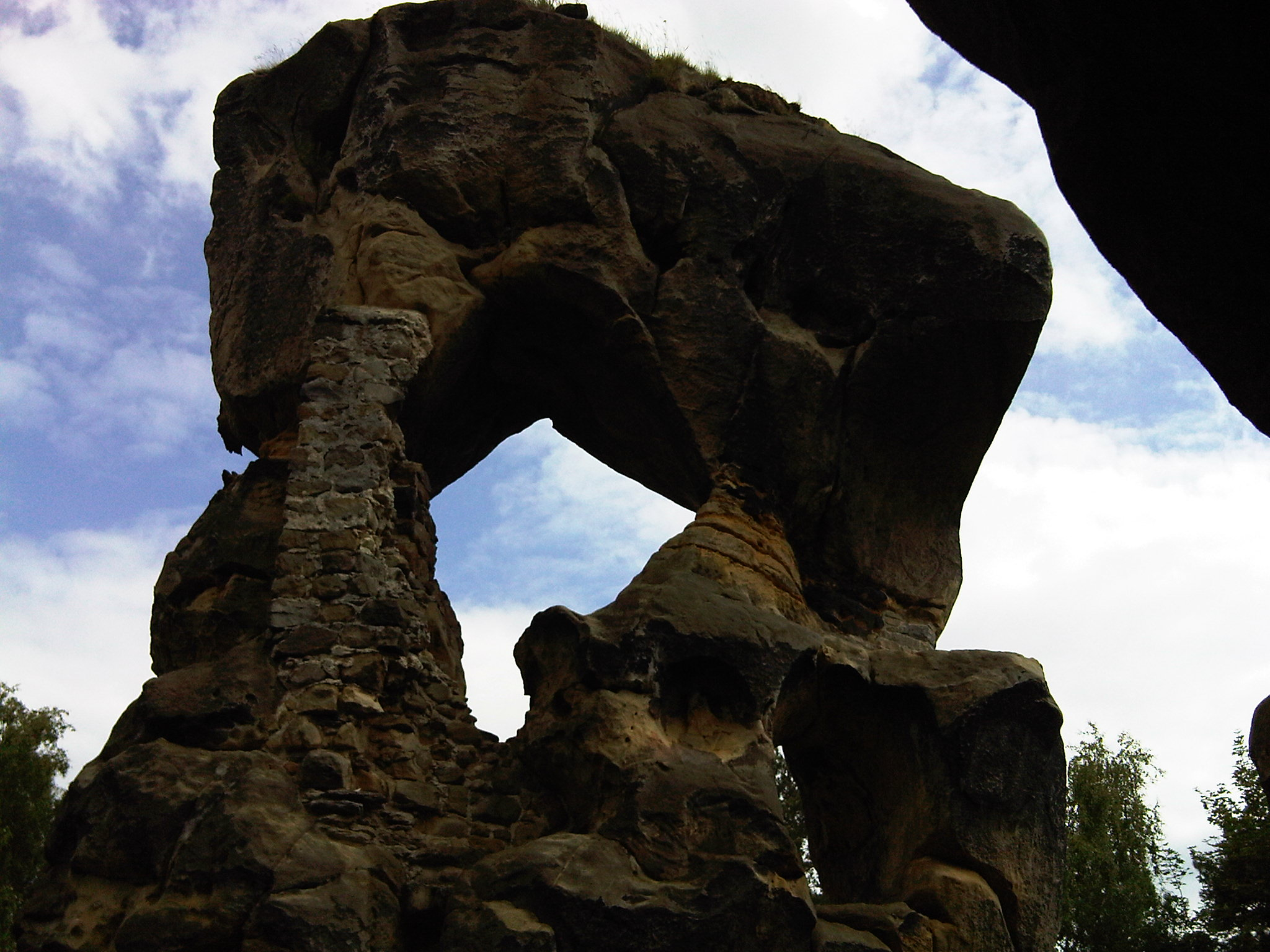
Фортеця Ротштейн - скельний блок "Брама"
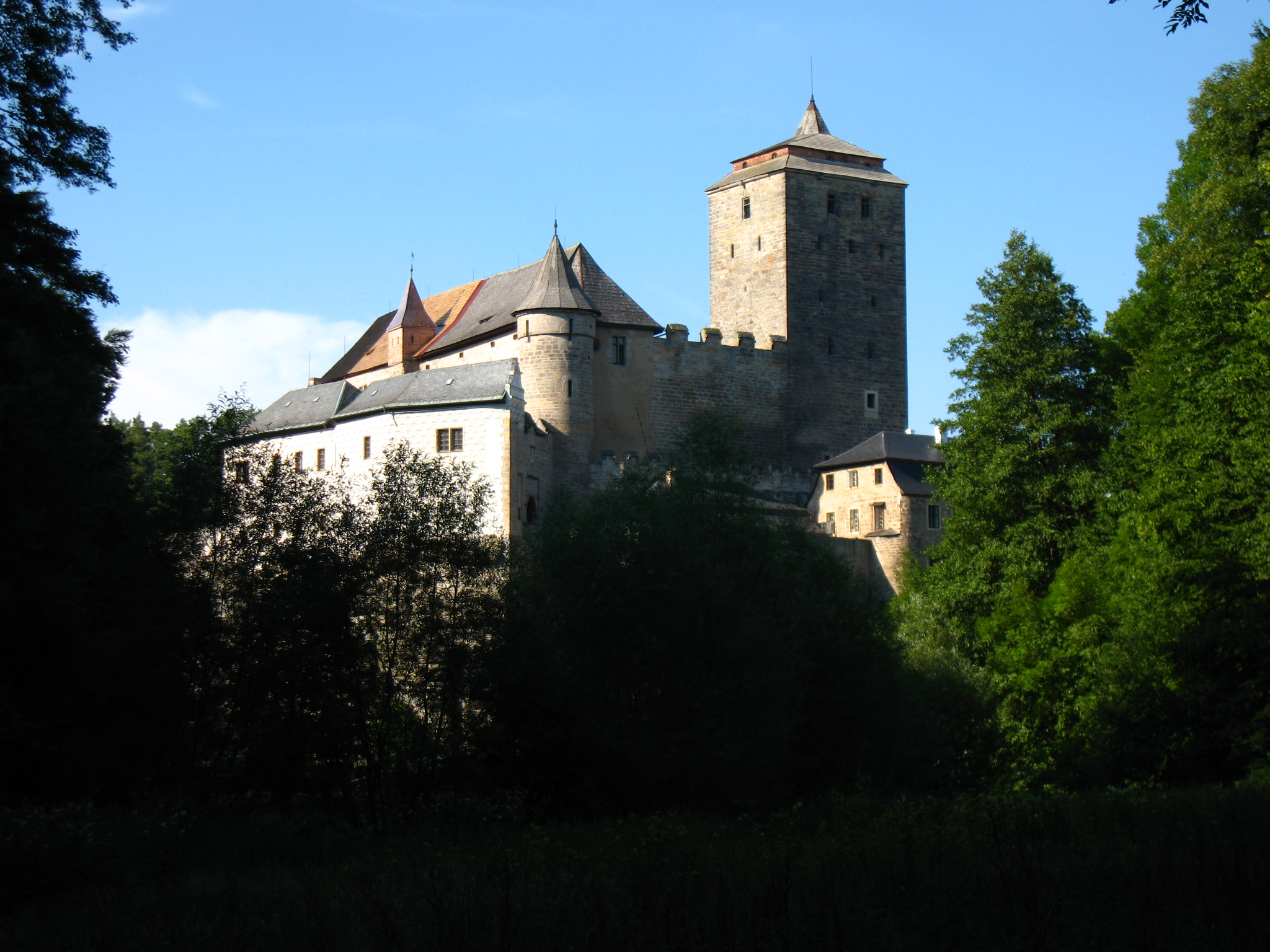
Фортеця Кость
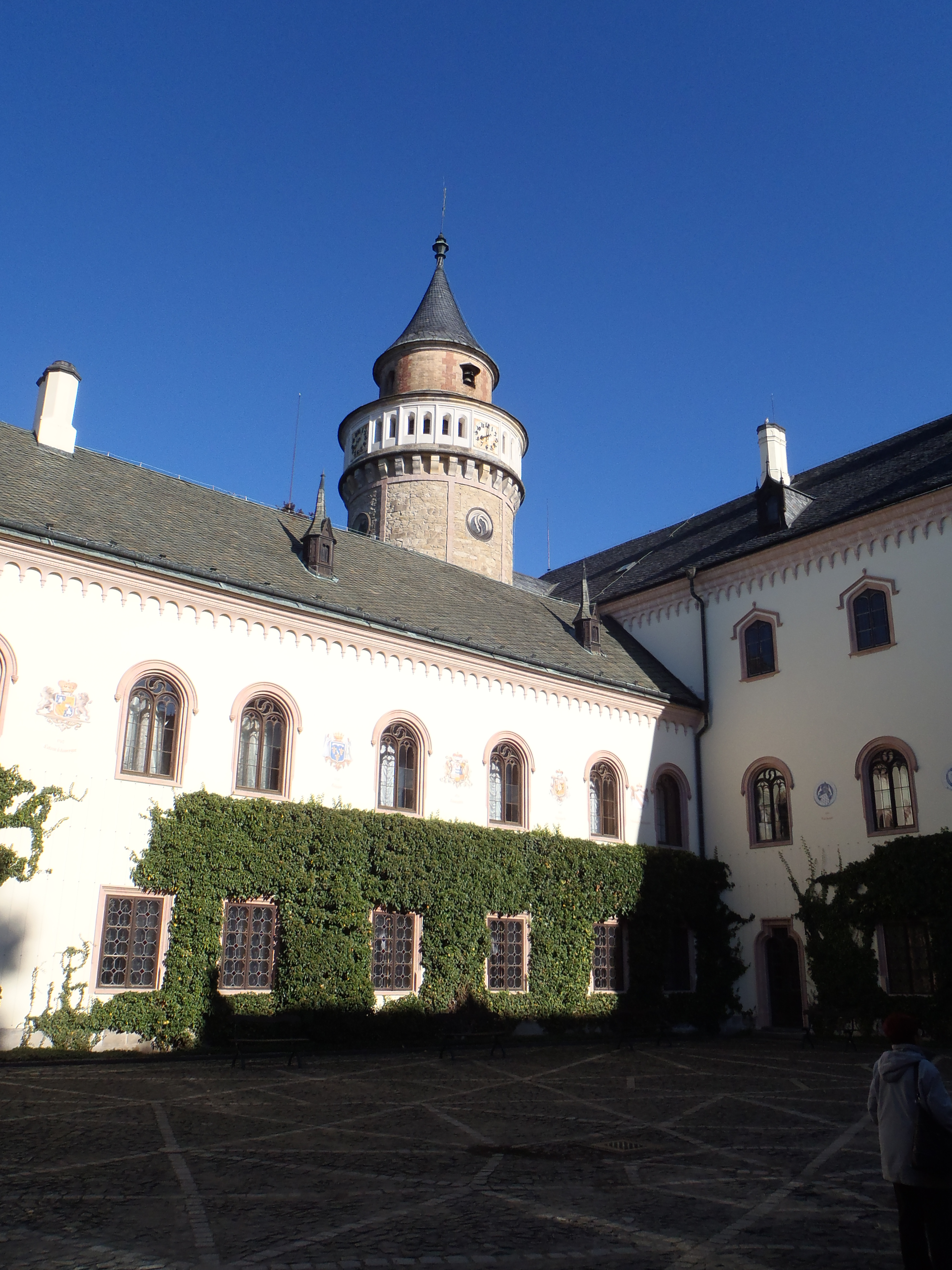
Замок Сихров
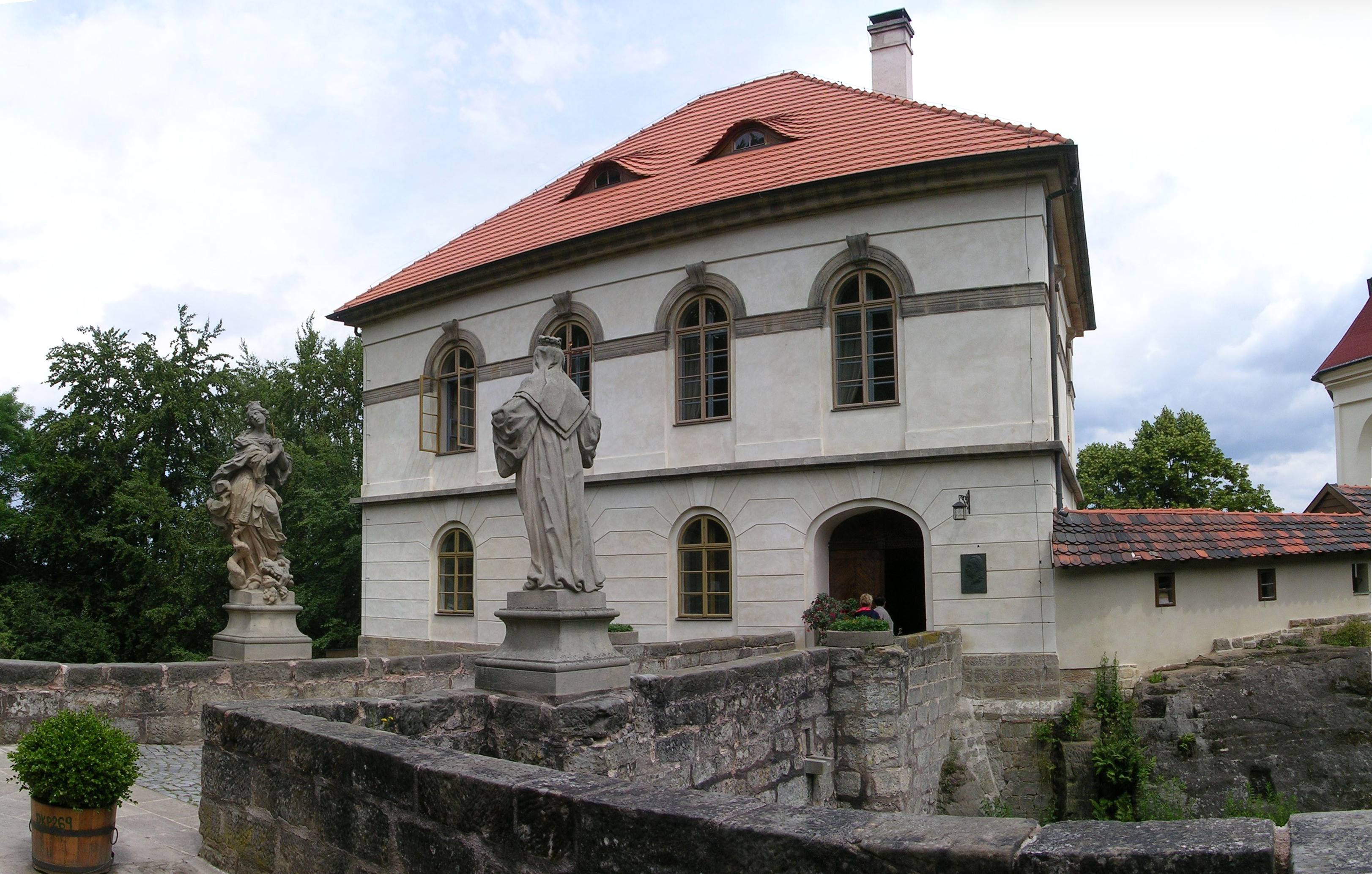
Фортеця Валленштейн
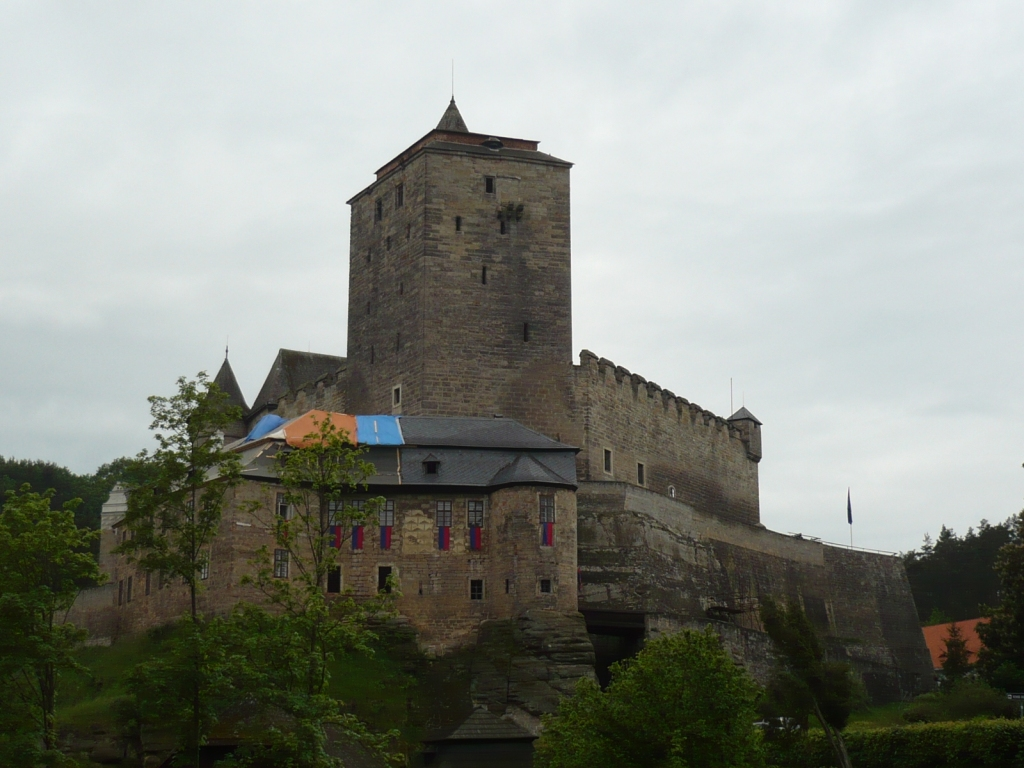
Фортеця Кость
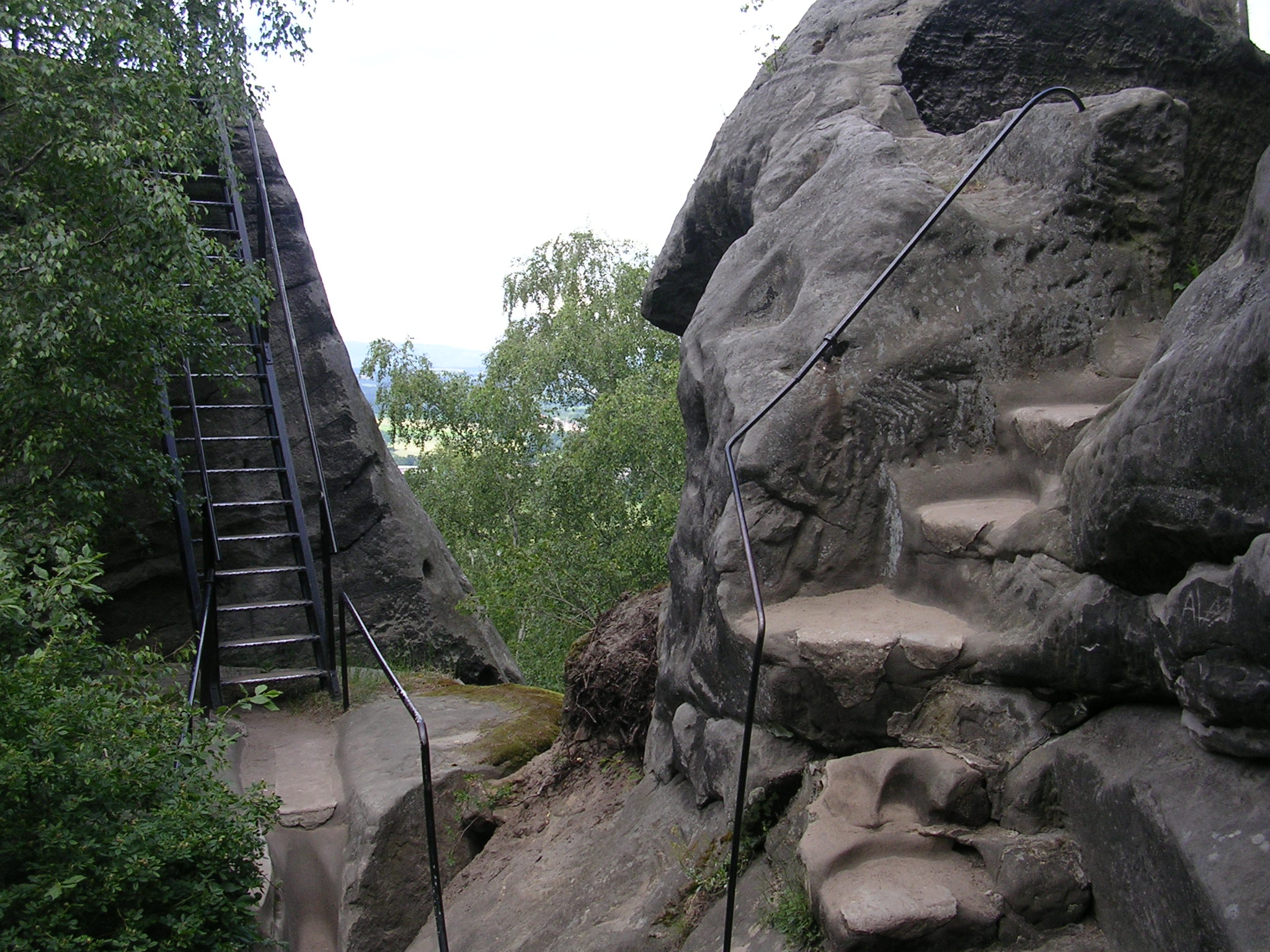
Драбські кімнати
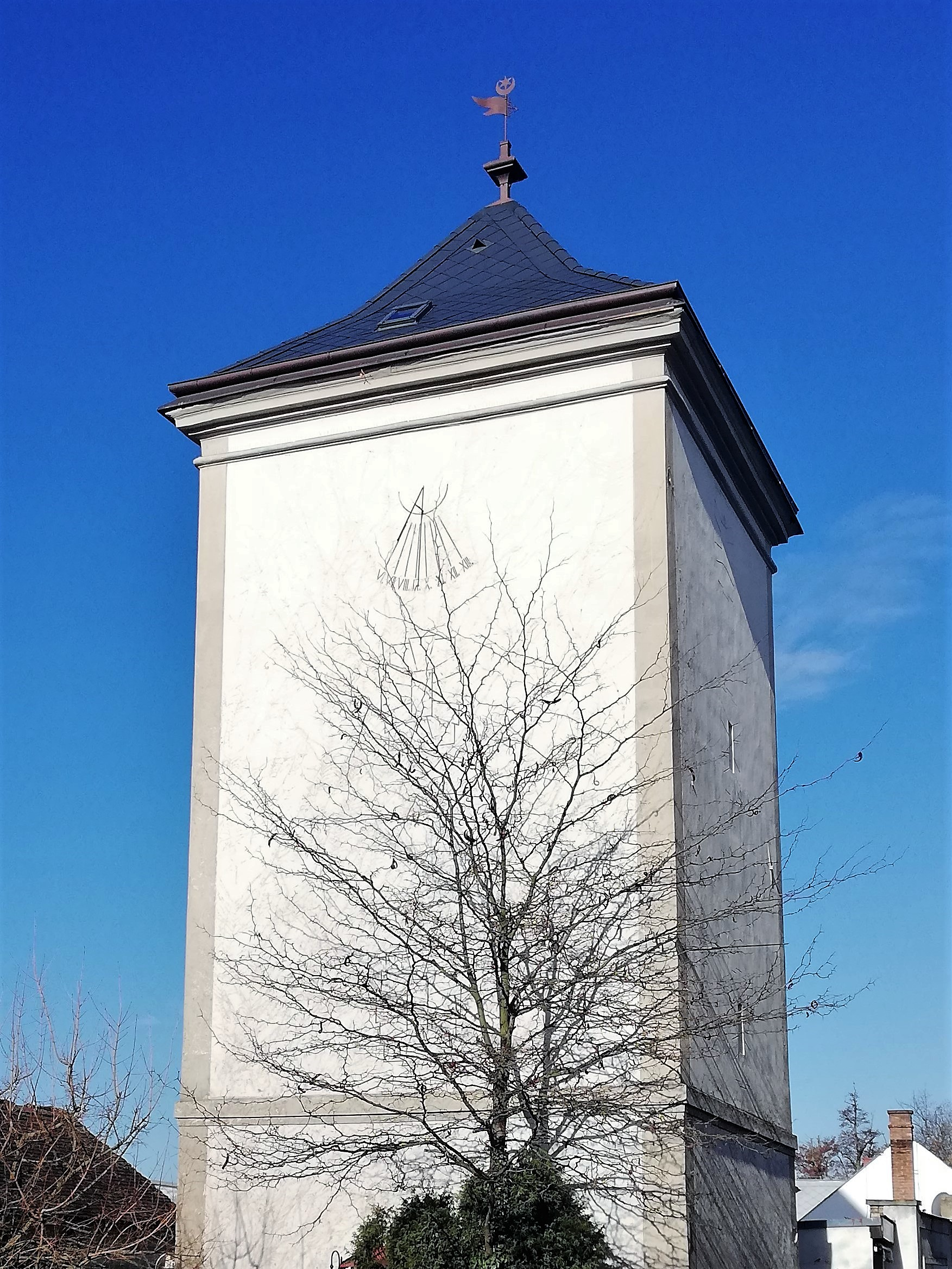
Їчінська вежа

## Туризм
Золота стежка Чеського раю проходить по всьому регіону.  У Чеському раю є багато маркованих пішохідних і велосипедних маршрутів. У 2019 році його відвідало 1,9 мільйона туристів  . Найбільш відвідувані туристичні місця в регіоні включають автомобільний музей Škoda, замок Детеніце, Праховські скелі, фортеця і замок Старі Гради, Троски та замок Сихров.

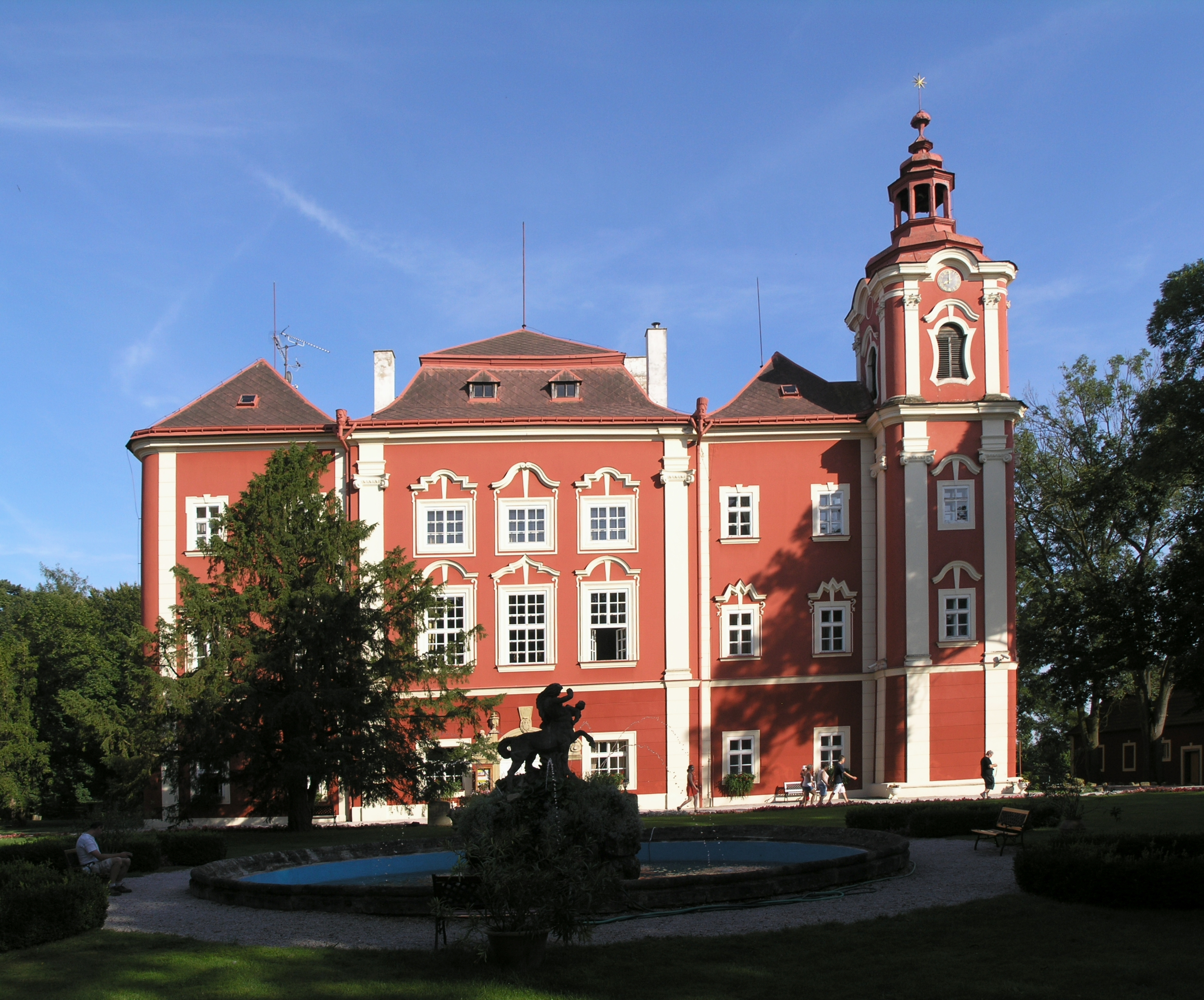
Детеніце
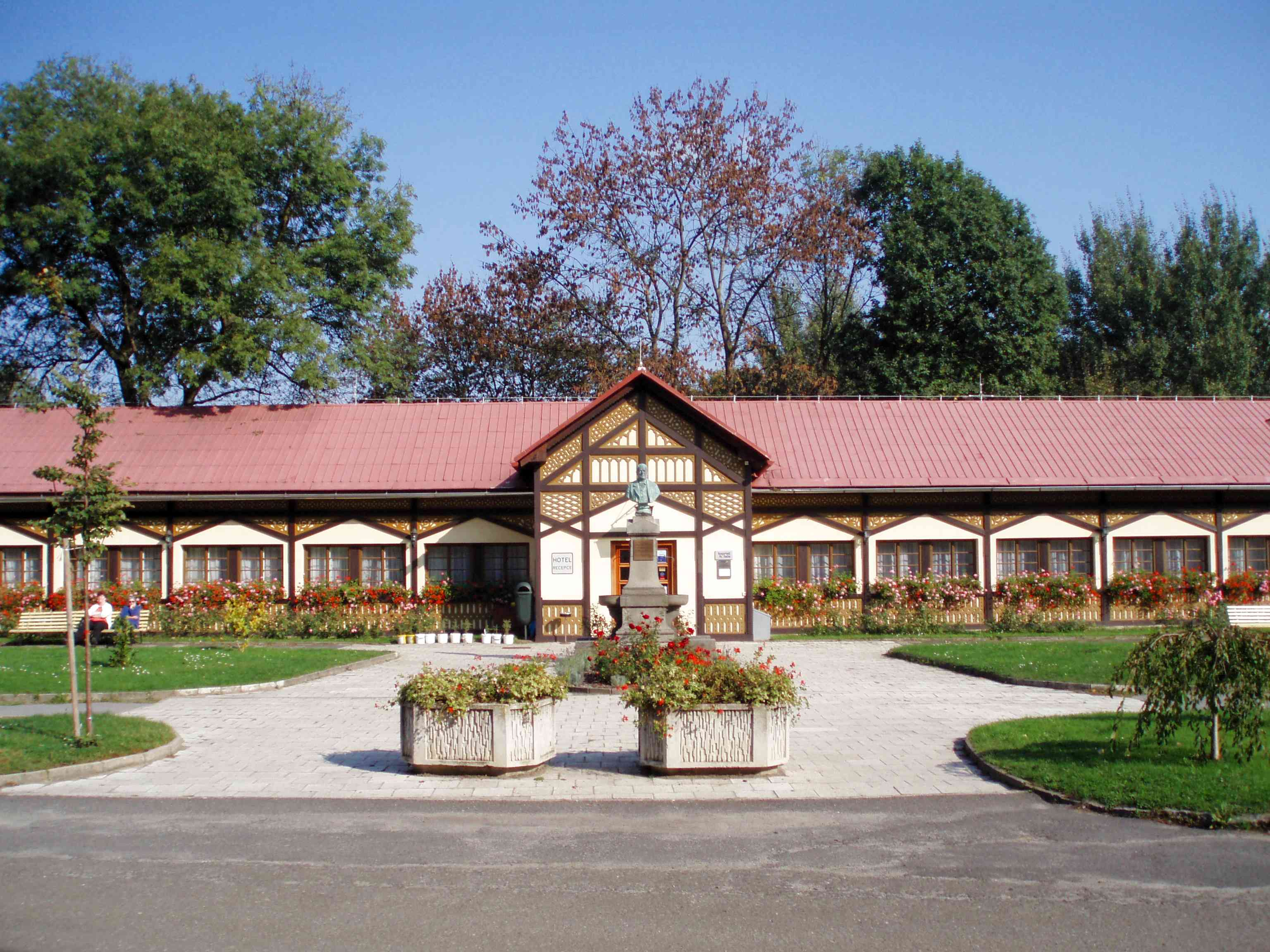
Курорт Седмигорки

## Галерея

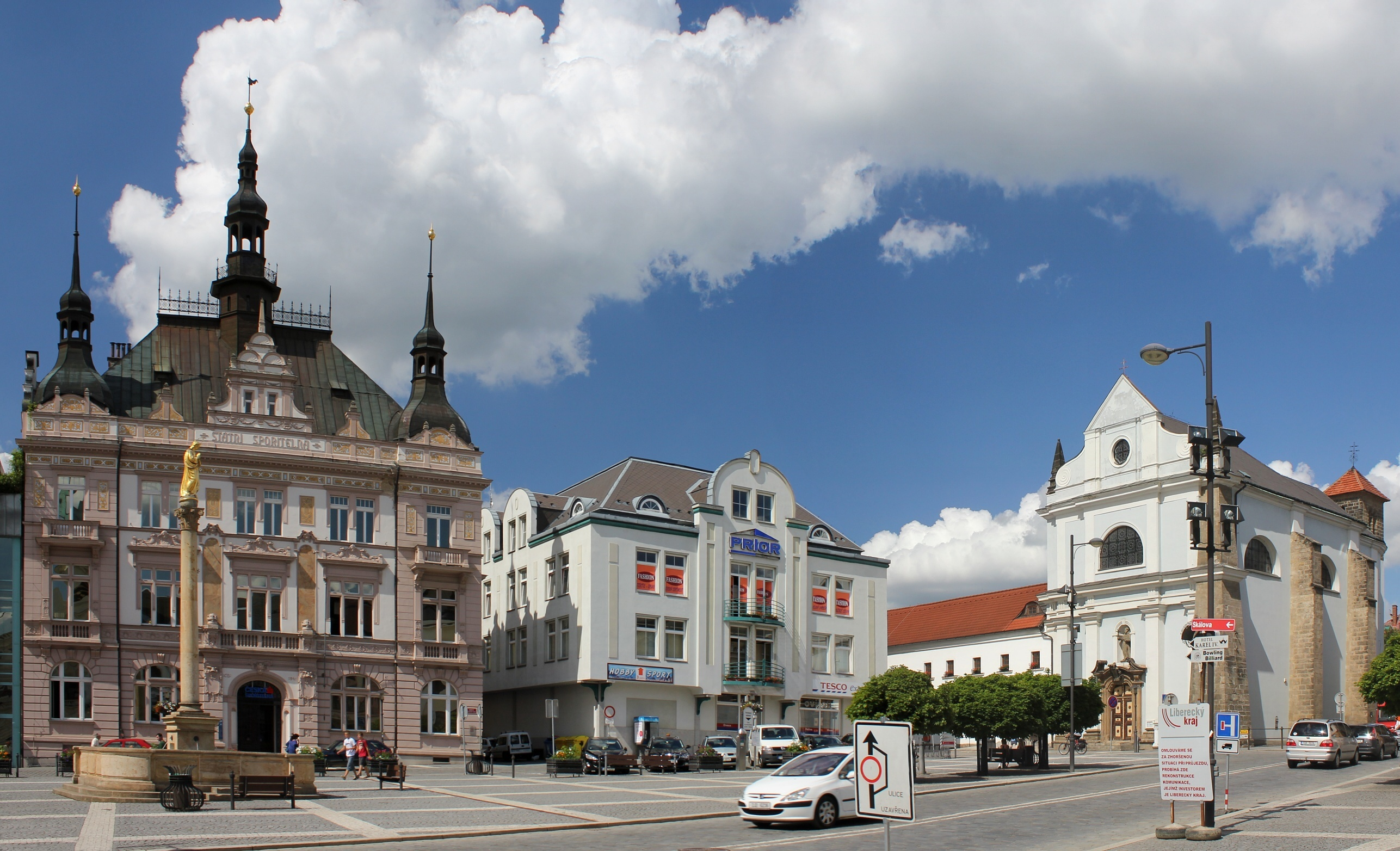
Площа Чеський рай, Турнов
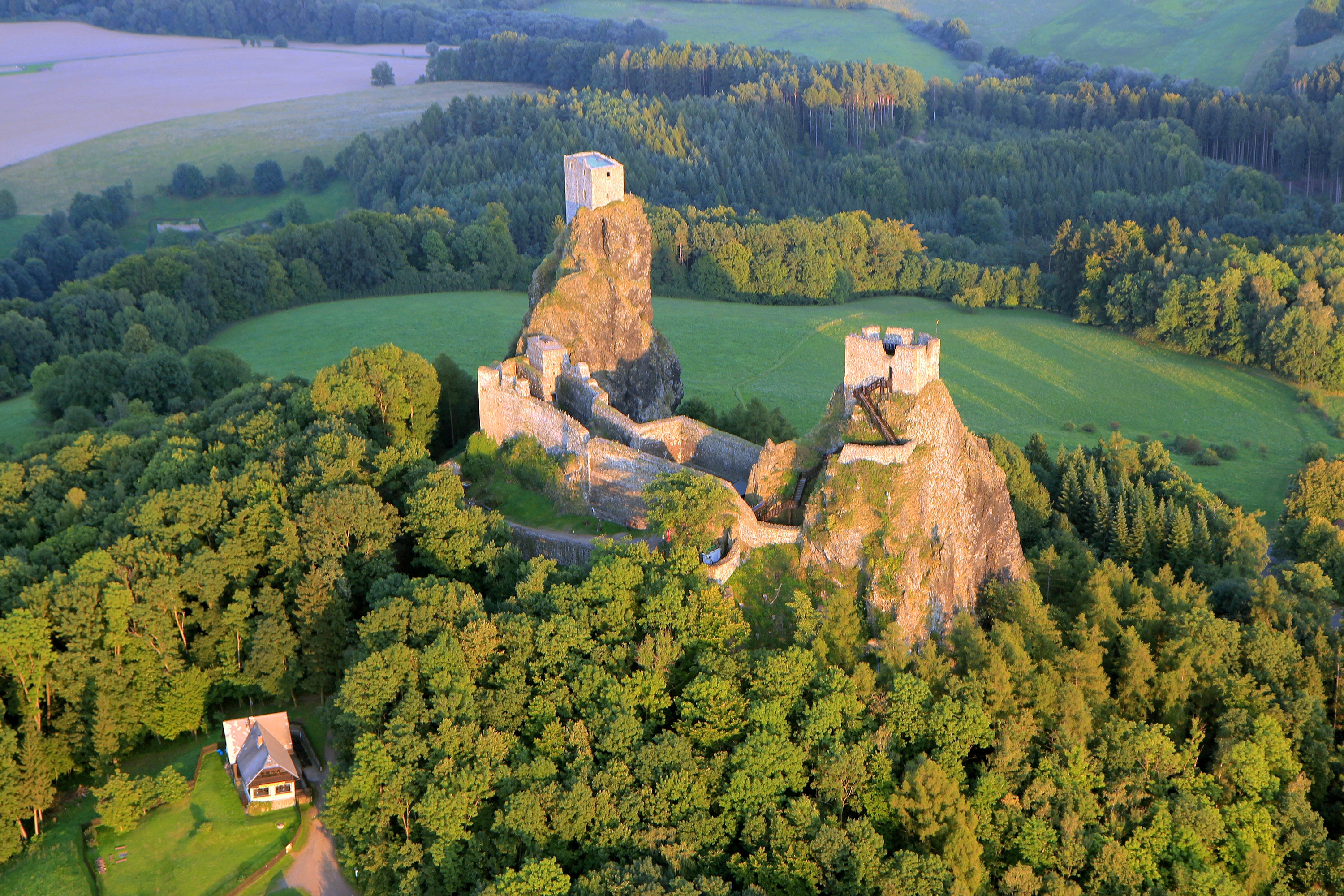
Троський замок, аерофотознімок
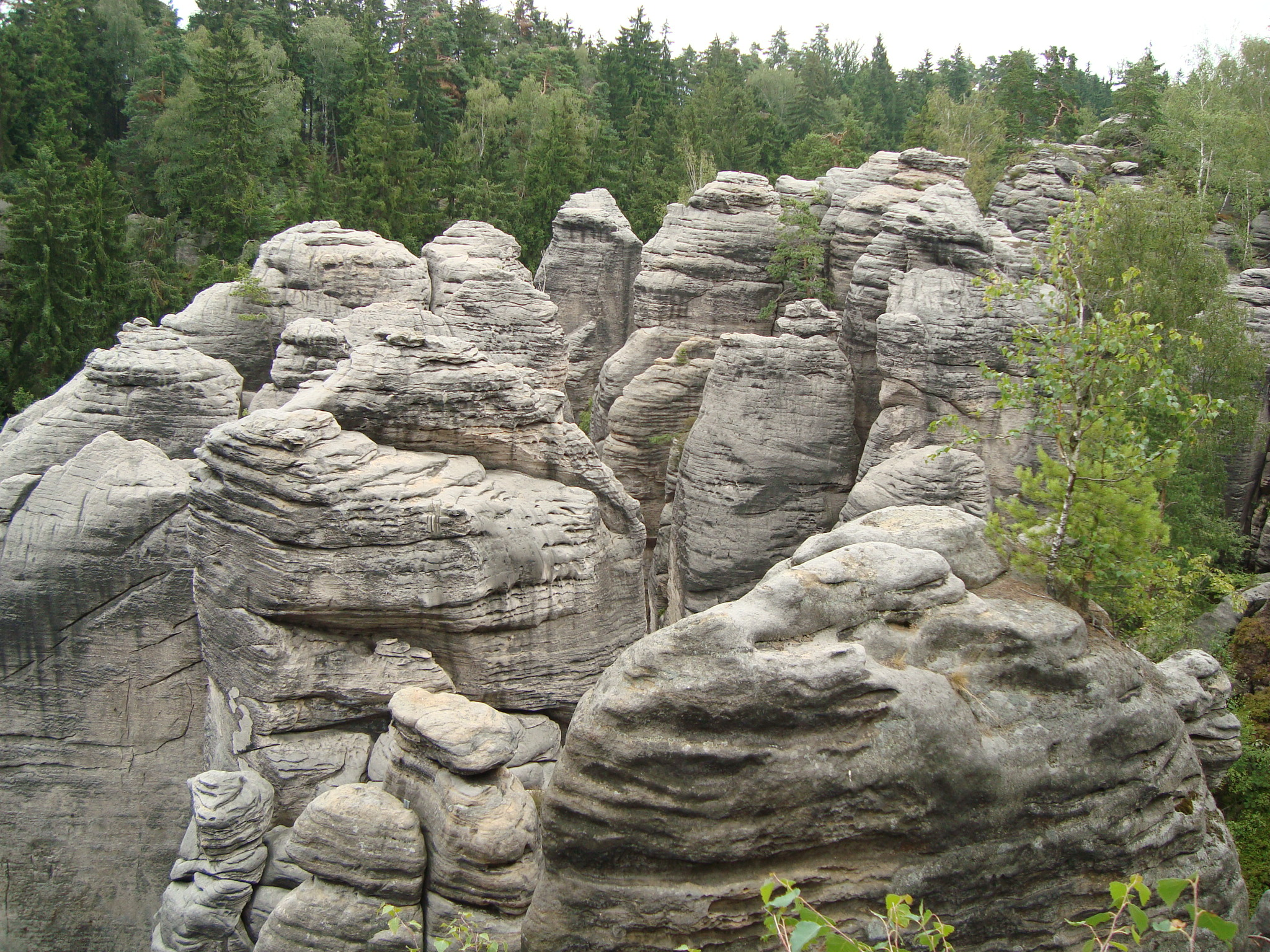
Праховські скелі
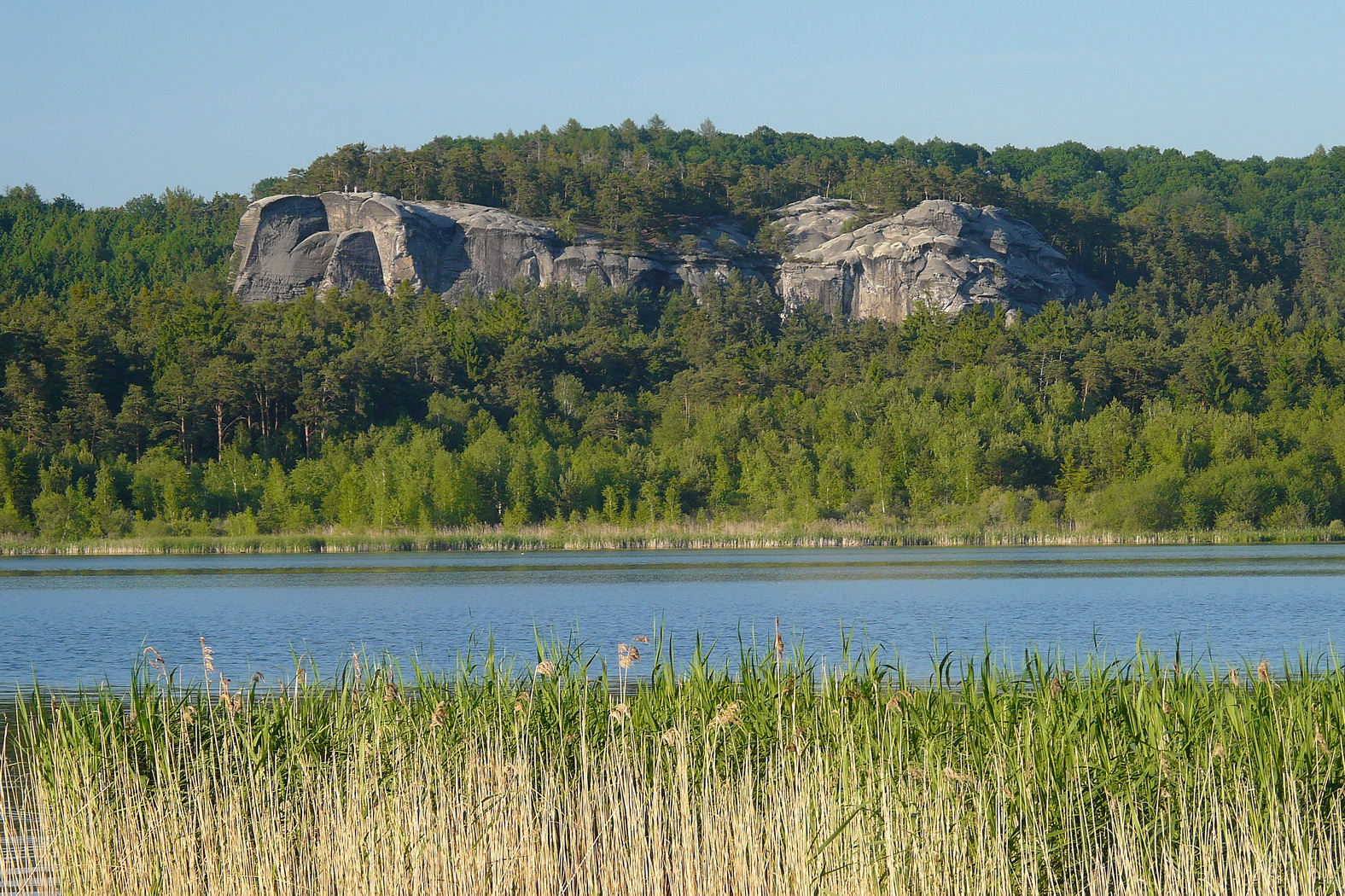
Скеля Соколка над Комаровським ставом
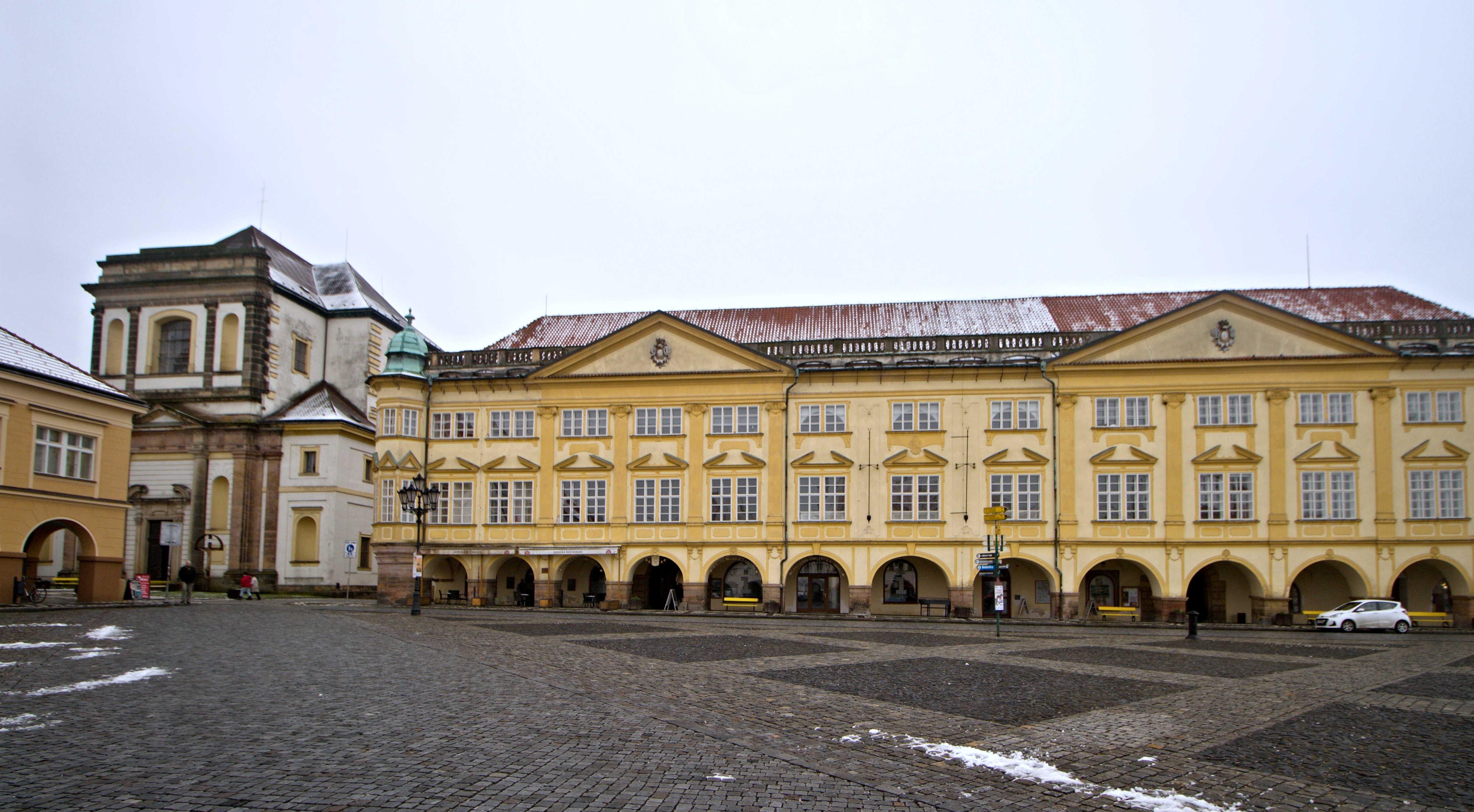
Їчин, площа та замок

1. 1 2 3 4  Nationally designated areas (CDDA)
2. ↑  http://www.unesco.org/new/en/natural-sciences/environment/earth-sciences/global-geoparks/global-geopark-infosheets/
3. ↑  Вебсайт Геопарку UNESCO Чеський рай
4. ↑  Příběh "odsunu" Českého ráje z německy mluvícího Litoměřicka v 70. letech 19. století na česky mluvící Turnovsko. Antikomplex. Архів оригіналу за 18 липня 2011.
5. ↑  Charakteristika oblasti - Český ráj - AOPK ČR. Český ráj (cs-CZ) . Процитовано 24 березня 2025.
6. ↑  https://www.cesky-raj.info/zlata-stezka-ceskeho-raje
7. ↑  https://www.nasepojizeri.cz/semilsko-aktualne/jaka-byla-navstevnost-ceskeho-raje-v-roce-2019/?aktualitaId=64495